# 16106 Carmagnola
16106 Carmagnola è un asteroide della fascia principale. Scoperto nel 1999, presenta un'orbita caratterizzata da un semiasse maggiore pari a 2,3323176 UA e da un'eccentricità di 0,0458537, inclinata di 4,84191° rispetto all'eclittica.